# Queen of the Clouds
Queen of the Clouds è il primo album in studio della cantautrice svedese Tove Lo, pubblicato il 24 settembre 2014 dall'etichetta discografica Island Records. 
È stato anticipato dalla hit mondiale che ha venduto oltre sette milioni di copie in totale, Habits (Stay High) e accompagnato dalla pubblicazione di altre quattro canzoni di successo intercontinentale: Talking Body, Heroes (We Could Be), Run on Love e Moments.
Distribuito in svariati formati ed edizioni riservate a determinati stati del mondo, accolto in modo generalmente positivo e definito senza dubbio uno dei migliori album del 2014, Queen of the Clouds contiene ben diciassette tracce nella versione standard ma ne raggiunge ventiquattro nella International Blueprint, che inoltre include brani inediti come Crave e Not Made for This World, inizialmente presente soltanto nella versione speciale dell'album su Spotify, e Scream My Name, tratta dalla colonna sonora del rinomato lungometraggio Hunger Games: Il canto della rivolta - Parte 2 e altri facenti parte del suo extended play di debutto, Truth Serum.

## Singoli
Il primo singolo ufficiale estratto da Queen of the Clouds è Habits (Stay High), la ripubblicazione del suo secondo brano, pubblicato nel 2013 da indipendente, Habits, che con il remix degli Hippie Sabotage, intitolato semplicemente Stay High, raggiunge la fama, soprattutto nella versione originale, la quale viene certificata quintuplo disco di platino negli Stati Uniti, vendendo quasi tre milioni di copie e raggiungendo al suo picco la terza posizione nella Billboard Hot 100, e ottiene un grande successo anche in Italia (disco di platino, 50.000 vendite), in Canada (doppio disco di platino, 160.000 vendite), in Germania (disco di platino, 400.000 vendite) e in Danimarca (oltre 2.600.000 streaming). Diviene famosa anche in svariati stati europei tra cui la Svizzera, la Francia, il Regno Unito, dove però si fa conoscere maggiormente Stay High, la Polonia, la Spagna, l'Ungheria, la Svezia, l'Irlanda, la Norvegia, la Finlandia, i Paesi Bassi e il Belgio, esclusi paesi intercontinentali americani ed oceanici in cui si rivela una hit estiva come il Messico, l'Australia e la Nuova Zelanda.
Inizialmente si pensava che Not on Drugs sarebbe uscito come secondo singolo, con un lyric video caricato su YouTube nel giugno 2014 attraverso il canale VEVO della Lo, ed un videoclip musicale diffuso nell'agosto successivo, che oggi conta trenta milioni di visualizzazioni, ma la notizia venne presto smentita con l'annuncio del vero secondo estratto.
La seconda traccia ad essere inviata alle stazioni radiofoniche di tutti i continenti è difatti la quarta, Talking Body, che si aggiunge alla lista delle hit della cantautrice, divenendo un successo principalmente negli USA, dove riceve il doppio disco di platino per 2 milioni di vendite, in Regno Unito, in Italia e in Danimarca, nonostante riesca a debuttare nel resto delle classifiche europee e non solo.
Il terzo singolo, Timebomb, pubblicato il 12 agosto 2015, si limita al successo internazionale e raggiunge al suo picco la quarta posizione della classifica svedese Veckolista Heatseeker.
Per promozionare l'ultimo singolo, Moments, pubblicato nel mondo il 27 ottobre 2015, la cantautrice è invece ospite il 25 novembre del popolare talk show statunitense The Late Late Show With James Corden.

## Promozione

### Esibizioni ed ilQueen of the Clouds Tour
Nel dicembre 2014 Tove Lo comunica la cancellazione di eventi e concerti minori per i due mesi seguenti a causa di alcune cisti nelle sue corde vocali che necessitano un intervento chirurgico di rimozione. Ritorna a esibirsi nel marzo 2015, mese nel quale, il 24, è ospite del noto programma americano David Letterman Show, eseguendo dal vivo il suo nuovo singolo Talking Body, secondo tratto da Queen of the Clouds, divenuto un vero e proprio tormentone estivo soprattutto negli Stati Uniti, dove ha venduto oltre due milioni di copie[8][9][10][11].
Il 15 maggio 2015, come annunciato nei mesi precedenti, Tove Lo si presenta e si esibisce dal vivo per circa un'ora sul Mercedes-Benz Evolution Stage del rinomato festival americano Rock in Rio USA, avvenuto a Las Vegas e durato alcuni giorni[24][25][26].
Il 10 settembre si esibisce dal vivo nella città tedesca di Gottinga per il Soundcheck Festival, tenendo il palco per quasi sessanta minuti ed eseguendo quattordici dei diciassette brani presenti nell'edizione standard di Queen of the Clouds, cominciando con My Gun e terminando con Timebomb[32][33].
Il successo ottenuto con l'album e i singoli in esso inclusi spingono Tove Lo a organizzare il suo primo tour mondiale, intitolato Queen of the Clouds Tour e con prima tappa, del 28 settembre, la città californiana San Diego[34][35]. Composto da sedici serate, di cui sedici in Nord America e le restanti, cancellate per via della salute della Lo, in Europa; lo show finale, che avrebbe dovuto aver luogo il 14 novembre nella capitale svedese, Stoccolma, avviene al Terminal 5 di New York City[36][37][38]. I concerti vengono aperti dal connazionale Erik Hassle e generalmente hanno presentato diciassette tracce, incluse alcune bonus track e collaborazioni, come Crave o Run on Love[39][40].
Il 24 ottobre prende parte come ospite speciale a sorpresa alla tappa in Georgia del The 1989 World Tour di Taylor Swift, venendo da lei descritta come "una dei suoi cantautori preferiti" ed esibendosi, di fronte oltre cinquantaseimila persone, in Talking Body, in seguito ad una lunga presentazione e con l'accompagnamento vocale della cantante[41][42][43].

## Tracce
1. The Sex (Intro) – 0:06
2. My Gun – 3:36
3. Like Em Young – 3:39
4. Talking Body – 3:58
5. Timebomb – 3:34
6. The Love (Interlude) – 0:05
7. Moments – 3:22
8. The Way That I Am – 3:07
9. Got Love – 3:48
10. Not on Drugs – 3:02
11. The Pain (Interlude) – 0:05
12. Thousand Miles – 3:34
13. Habits (Stay High) – 3:29
14. This Time Around – 4:04
15. Run on Love (QOTC Edit) – 4:00

Tracce aggiuntive nell'edizione internazionale
1. Love Ballad – 3:30
2. Habits (Stay High) (Hippie Sabotage Remix) – 4:18

## Successo commerciale
Negli Stati Uniti il 26 febbraio 2016 l'album è stato certificato disco di platino per aver superato il milione di copie vendute, anche grazie al successo dei singoli che ne hanno accompagnato l'uscita, soprattutto Habits (Stay High), Talking Body e Heroes (We Could Be). L'album, dopo quattordici mesi dalla sua pubblicazione, è risultato quarantanovesimo nella classifica statunitense di fine anno del 2015.. Anche in Svezia il lavoro discografico è stato certificato disco di platino ed è rimasto in classifica per oltre un anno, esattamente per settantotto settimane, iniziando con la sesta posizione nelle classifiche digitali settimanali e concludendo con la tredicesima posizione nel 2015. Il disco è stato inoltre certificato col disco d'oro in Messico (30.000 vendite) e col disco di platino in Polonia (20.000 vendite).

## Classifiche
| Classifica (2014) | Posizione raggiunta |
| ----------------- | ------------------- |
| Australia         | 47                  |
| Canada            | 17                  |
| Danimarca         | 16                  |
| Finlandia         | 33                  |
| Irlanda           | 43                  |
| Norvegia          | 10                  |
| Nuova Zelanda     | 22                  |
| Regno Unito       | 17                  |
| Stati Uniti       | 14                  |
| Svezia            | 6                   |

### Classifiche di fine anno
| Classifica (2014) | Posizione raggiunta |
| ----------------- | ------------------- |
| Svezia            | 72                  |
| Classifica (2015) | Posizione raggiunta |
| Danimarca         | 36                  |
| Stati Uniti       | 49                  |
| Svezia            | 13                  |